# 张正铀
张正铀（1945年11月—），男，广西南宁人，中华人民共和国政治人物，曾任广西壮族自治区科学技术厅厅长，广西壮族自治区人大常委会副主任。